# Fototub

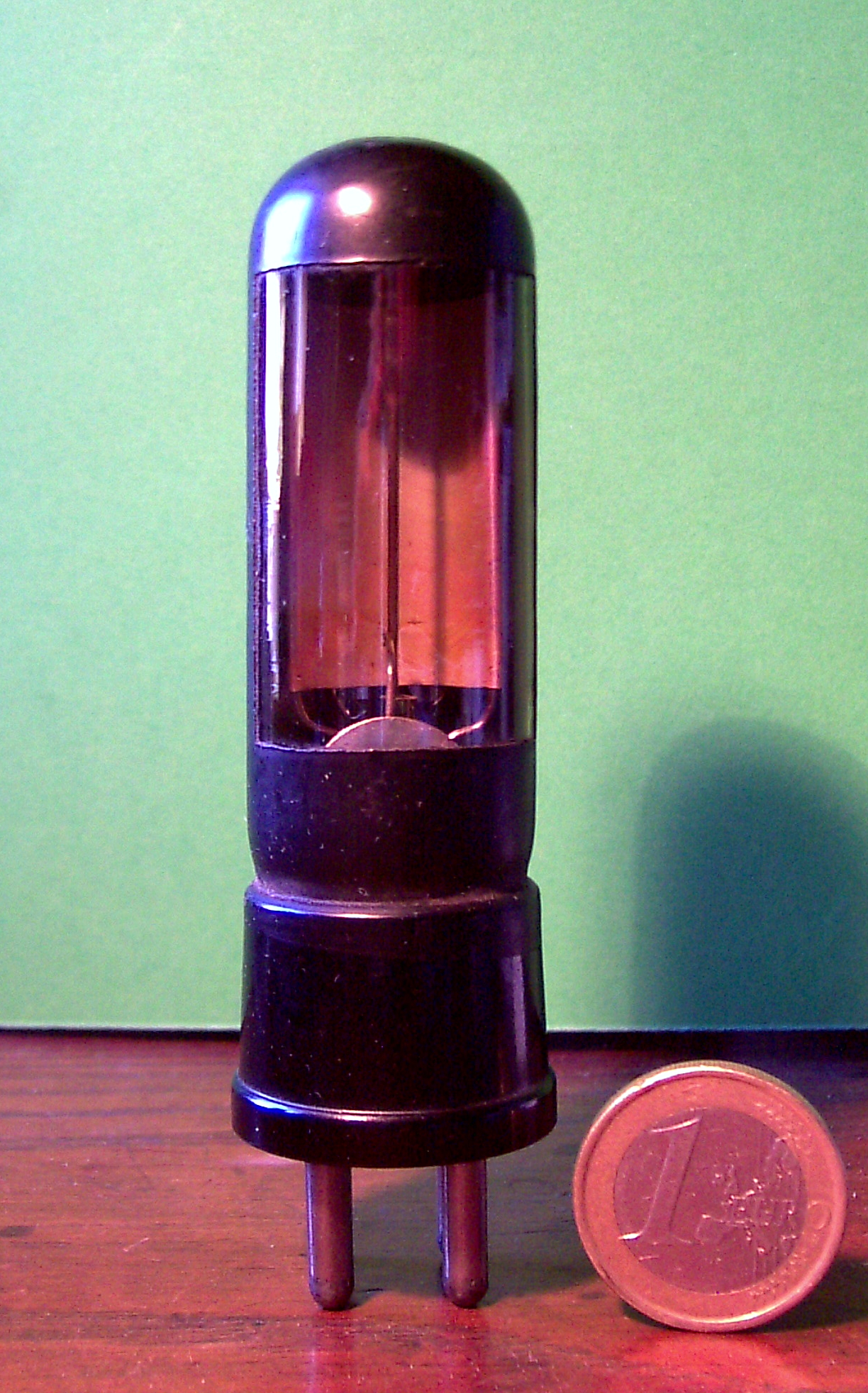
Fotocèl·lula dels anys 1940.

Un fototub és un tipus de transductor sensible a la llum, la qual es transforma en corrent elèctric. Estan formats per un tub que es troba al buit o farcit amb algun gas inert, (argó o similar). Actualment han estat substituïts en gran manera pels fotoresistors i els fotodíodes. Es feien servir en una gran varietat de situacions en les quals era necessari captar la llum.
Aquest dispositiu funciona segons l'efecte fotoelèctric: els fotons incideixen sobre un càtode, generant electrons que són atrets per l'ànode. El corrent que es generi en el tub depèn de la freqüència (o longitud d'ona) i de la intensitat de la llum incident. L'espectre de radiació a què respon el càtode ve determinat pel material d'aquest.
Al contrari que en els tubs fotomultiplicadors, no es produeix amplificació, de manera que el corrent elèctric generat és de l'ordre de microampers.
El càtode és un semiconductor que conté un o diversos d'aquests metalls alcalins: sodi, potassi, rubidi o cesi, combinats químicament amb bismut, antimoni o òxid de plata. La superfície del càtode conté un excés crític del metall alcalí que disminueix l'afinitat d'aquell cap als electrons, afavorint així l'emissió fotoelèctrica.

## Detecció de l'energia radiada
Els fototubs de buit s'utilitzen per a la detecció d'energia amb longituds d'ona entre 200 i 1100 nm. El corrent fotoelèctric és directament proporcional a la intensitat de la radiació, el que fa als fototubs adequats com transductors per a mesurar valors físics. A causa d'això, aquests tubs s'usen en radiòmetres, fotòmetres i colorímetres. Gràcies a la seva bona resposta davant polsos curts, s'utilitzen també per a mesurar la intensitat de polsos molt curts generats pel làser o per la radiació nuclear visible.

## Lectura de bandes sonores
Una aplicació dels fototubs era la lectura de les bandes sonores de les pel·lícules de cinema. En aquest cas, s'utilitzaven els fototubs farcits de gas. En aquestes pel·lícules, el so estava enregistrat en una banda paral·lela a la pel·lícula. Per llegir aquesta banda, s'il·luminava per una cara i en l'altra es posava el fototub, que llegia el senyal sonor. La resposta dels fototubs en aquest cas estava limitada a 15 kHz.